# Coreboot
Coreboot (vroeger LinuxBIOS) is een open BIOS-implementatie voor moederborden die zich in computers, laptops en embedded systemen bevinden. Coreboot heeft als doel zo snel mogelijk een modern 32 bit- en 64 bit besturingssysteem op te starten door eerst de hardware te initialiseren en daarna bijkomende code uit te voeren, de payload.
Coreboot streeft naar minimalisme: het bevat enkel de noodzakelijke functionaliteit om snel op te starten. De opensource coreboot-firmware vormt een alternatief voor het verouderde BIOS en het modernere UEFI, die beide closed source zijn.

## Opstartproces
Opstarten gebeurt in vier stadia:
- Bootblock-stadium: voorbereiden om toegang te verkrijgen tot het flashgeheugen en de ROM-gegevens opzoeken.
- ROM-stadium: geheugen- en vroege chipsetinitialisatie (zoals PEI bij EFI).
- RAM-stadium: oplijsten van apparaten en resourcetoewijzing, creatie van de ACPI-tabel en het uitvoeren van de SMM-handler (zoals het DXE-stadium bij EFI).
- Payload uitvoeren: een Linuxkernel of een bootloader zoals GRUB[2] starten.

Coreboot wordt afgesloten nadat het systeem is opgestart.

## Hardware
Onder meer Chromebooks gebruiken coreboot als standaard opstartfirmware. In totaal worden er zo'n 230 moederborden ondersteund.